# Erehof Ruinerwold
Erehof Ruinerwold is gelegen op de algemene begraafplaats van Ruinerwold in de Nederlandse provincie Drenthe. De Gemenebestgraven liggen achter op de begraafplaats. Er staan zes stenen, twee daarvan zijn van niet geïdentificeerde luchtmachtmilitairen. Op de overige vier stenen staan de volgende namen:
| Naam                        | Functie       | Onderdeel                | Sq    | Overleden  | Leeftijd |
| --------------------------- | ------------- | ------------------------ | ----- | ---------- | -------- |
| Donald Robert Cox Appleyard | Boordschutter | Royal Air Force          | 10 Sq | 29-12-1943 |          |
| Andrew Colbourne            | Navigator     | Royal Air Force          | 10 Sq | 29-12-1943 | 20       |
| Paul Brian Green            | Piloot        | Royal Air Force          | 10 Sq | 29-12-1943 | 22       |
| Robert Edward Roos          | Bommenrichter | Royal Canadian Air Force | 10 Sq | 29-12-1943 | 20       |

## Geschiedenis
Op 29 december 1943 nam een Halifax Mk II, de JD 314 van het 10e Squadron, deel aan een missie op Berlijn. Op de heenweg werd het toestel aangevallen door een nachtjager en de Halifax stortte neer om 18.53 uur in de buurt van Ruinerwold. Drie bemanningsleden werden begraven op de algemene begraafplaats van Ruinerwold. Vier andere leden van de bemanning staan als vermist te boek.